# أسماء الشهور التركية
تستمد اللغة التركية أسماء الأشهر من ثلاث لغات: إما من اللغة اللاتينية، أو شرق المتوسطية (بالإنجليزية: Levantine Arabic)‏ (التي أخذت أسمائها من العبرية و الآرامية)، أو من كلمة تركية أصلية.
نشأت أسماء الشهور العربية والعبرية والآرامية بدورها من التقويم البابلي القديم، وبالتالي هي أقرب إلى أسماء الأشهر في التقويم العبري، وتحديداً أشهر: شباط، نيسان، تموز وأيلول. وكانت الشهور البابلية في الأصل شهوراً قمرية، كمثل أشهر التقويم الهجري الإسلامي و كذلك الأشهر العبرية التي تحمل نفس الأسماء حتى يومنا هذا .
استخدمت تركيا التقويم الميلادي (الغريغوري) رسمياً منذ عام 1926 على الرغم من أن تواريخ التقويم الميلادي (الغريغوري) كانت قيد الاستخدام فعلياً منذ مارس 1917. وكانت أسماء الشهور من فبراير إلى سبتمبر مُستخدمة من قبل في التقويم الرومي (بالإنجليزية: Rumi calendar)‏ الذي صار مهجوراً الآن، إلى جانب الأشهر الأربعة الأخرى التي كانت تحمل أسماءً عربية وآرامية قديمة. في عام 1945، تم استبدال أسماء الشهور الأربعة تلك بأسماء من أصل تركي.

## أسماء الشهور واشتقاقها
| الاسم العربي | الاسم التركي | النطق بالعربية | الاشتقاق |
| ------------ | ------------ | -------------- | --- |
| يناير        | ocak         | أوجاق          | أصلها تركي، بمعنى "فرن" أو "موقد"، وهو الترجمة الحرفية للكلمة العربية "كانون"                                                                  |
| فبراير       | şubat        | شُباط           | أصلها الكلمة عربي (شباط)، مأخوذة من الآرامية                                                                                                   |
| مارس         | mart         | مارت           | أصلها لاتيني |
| أبريل        | nisan        | نيسان          | أصلها الكلمة عربي (نيسان)، مأخوذة من الآرامية                                                                                                  |
| مايو         | mayıs        | مايِس           | أصلها لاتيني |
| يونيو        | haziran      | حَزيران         | أصلها الكلمة عربي (حزيران)، مأخوذة من الآرامية                                                                                                 |
| يوليو        | temmuz       | تمّوز           | أصلها الكلمة عربي (تمّوز)، مأخوذة من الآرامية                                                                                                   |
| أغسطس        | ağustos      | آوُسطُس          | أصلها لاتيني |
| سبتمبر       | eylül        | إيلول          | أصلها الكلمة عربي (أيلول)، مأخوذة من الآرامية                                                                                                  |
| أكتوبر       | ekim         | إيكيم          | مصدرها تركي، بمعنى "بَذْر" (الحبوب) |
| نوفمبر       | kasım        | قاسِم           | أصل الكلمة عربي بمعني "فاصل"، في إشارة إلى بداية فصل الشتاء ليفصلة عمن قبله من الفصول. ووفقا للحكمة التركية، فإن فصل شتاء يبدأ في يوم 8 نوفمبر |
| ديسمبر       | aralık       | أراليك         | مصدرها تركي، بمعنى "فُرْجَة" أي "مسافة" |